# Eine perfekte Liebe
Eine perfekte Liebe (Parfait amour !) ist ein französischer Spielfilm von Catherine Breillat aus dem Jahr 1996. Hinter dem ironischen Titel verbirgt sich die Geschichte zweier Liebenden, die weder miteinander leben noch sich voneinander trennen können, und um eine enge Verknüpfung von Sexual- und Todestrieb. Eine Zeitungsmeldung über einen Mordfall inspirierte Breillat zu dieser Geschichte, anhand der sie exemplarisch zeigen wollte, dass es die Frauen sind, die die Männer beherrschen.

## Handlung
In der Rahmenhandlung stellt die Polizei am Tatort, einer Küche, ein Verbrechen nach. Christophe hat seine Geliebte Frédérique mit 42 Messerstichen getötet. Kennengelernt haben sich die beiden auf einer Hochzeit. Sie, eine wohlhabende Augenärztin, war mit einem schwachen Mann verheiratet und Mutter zweier Kinder; er war zehn Jahre jünger als sie, verantwortungslos und beruflich erfolglos. Schnell sind sie einander verfallen. 
In der Beziehung von Christophe und Frédérique kam es allerdings zu Streit und Unversöhnlichkeiten. Er wollte sie besitzen, doch sie war ihm rhetorisch stets überlegen. Sie zeigte sich unzufrieden mit ihrem Sex. Mit Worten, aber auch mit ihrem Lachen verletzte sie ihn. Eines Morgens verspottete sie ihn und warf ihm vor, dass er keine Erektion zustande bringe. Als er zu einem Messer griff, lachte sie, dass ihr das keine Angst mache. Er stach auf sie ein und steckte ihr einen Besenstiel in den After.